# اسا تیکن
اسا تیکن (انگلیسی: Esa Tikkanen؛ زادهٔ ۲۵ ژانویهٔ ۱۹۶۵) بازیکن هاکی روی یخ اهل فنلاند است.
وی همچنین برندهٔ جوایزی همچون جام استنلی شده‌است.
از باشگاه‌هایی که در آن بازی کرده‌است می‌توان به نیویورک رنجرز، ونکوور کناکز، و ادمونتون اویلرز اشاره کرد.